# Mesochorus amoenus
Mesochorus amoenus är en stekelart som beskrevs av Dasch 1974. Mesochorus amoenus ingår i släktet Mesochorus och familjen brokparasitsteklar. Inga underarter finns listade i Catalogue of Life.